# Rômulo Cabral Pereira Pinto
Rômulo Cabral Pereira Pinto (* 2. November 1991 in Rio de Janeiro), auch Rômulo genannt, ist ein brasilianischer Fußballspieler.

## Karriere
Das Fußballspielen lernte Rômulo in der Jugend des Botafogo FR in  Rio de Janeiro. Seinen ersten Vertrag unterschrieb er 2012 in Nova Friburgo bei Friburguense AC. Nach 28 Spielen wechselte er 2014 nach Curitiba zu Athletico Paranaense. Hier kam er nicht zum Einsatz, da er die gesamte Vertragslaufzeit verliehen wurde. Die erste Ausleihe erfolgte zu Associação Ferroviária de Esportes nach Araraquara. Der Verein spielte in der Campeonato Paulista Série A2. 2015 wechselt er per Ausleihe zum Ligakonkurrenten Paulista FC nach Jundiaí. 2015 ging er wieder zu seinem ehemaligen Verein Friburguense AC der in der Campeonato Carioca spielte. 2016 zog es ihn nach Europa. In Schweden unterschrieb er einen Vertrag bei Hammarby IF, einem Verein, der in der höchsten Liga des Landes, der Fotbollsallsvenskan, spielte. Hier absolvierte er 43 Spiele und schoss dabei neun Tore. 2018 wechselte er nach Thailand. Er unterschrieb einen Vertrag beim Erstligisten Suphanburi FC. Für Suphanburi lief er 31 Mal auf und erzielte zehn Tore. 2019 wurde er von Suphanburi an den Zweitligisten BG Pathum United FC, einem Verein aus Pathum Thani, ausgeliehen. Mit BG feierte er die Meisterschaft der zweiten Liga und stieg somit in die erste Liga auf. Nach Vertragsende in Suphanbur verließ er Thailand und ging nach Japan. Hier unterschrieb er einen Vertrag beim SC Sagamihara. Der Club aus Sagamihara spielte in der  dritten japanischen Liga. Für Sagamihara absolvierte er 39 Drittligaspiele. Im Mai 2021 kehrte er in sein Heimatland zurück, wo er sich dem in der Série C spielenden Volta Redonda FC aus Volta Redonda anschloss. Für Redonda absolvierte er zwölf Spiele in der Série C. Im Dezember 2021 zog es ihn wieder nach Thailand. Hier unterschrieb er einen Vertrag beim Erstligisten Khon Kaen United FC. Von dort wurde er im Dezember 2022 bis zum Saisonende an den Ligarivalen Police Tero FC verliehen. Für Police bestritt er sieben Erstligaspiele. Nach der Rückkehr nach Khon Kaen wurde sein Vertrag im Sommer 2023 nicht verlängert. Von Juli 2023 bis Anfang März 2024 war er vertrags- und vereinslos. Am 11. März 2024 ging er wieder nach Schweden. Hier unterschrieb er einen Vertrag beim Drittligisten IF Karlstad Fotboll.

## Erfolge
BG Pathum United FC
- Thailändischer Zweitligameister: 2019  ▲